# Antonio Bencini (compositore)
Antonio Bencini (Roma, 1700 ca. – Roma, 13 marzo 1748) è stato un compositore italiano.

Figlio di Pietro Paolo Bencini, compose oratori, cantate e intermezzi. Fu coadiutore del padre come maestro di cappella a S. Lorenzo in Dàmaso.

Il cardinale Àlvaro Cienfuegos, dal 1734 ambasciatore cesareo presso la Santa Sede e comprotettore del regno d'Austria,  gli commissionò due cantate per festeggiare l'onomastico dell'imperatrice Elisabetta Cristina: Le tre dee (1731) e Il monte Parnasso (1734).

Nell'Archivio della congregazione dell'Oratorio e in altre biblioteche e archivi di Roma si conservano le partiture manoscritte dei suoi oratori Giuseppe riconosciuto, Per la nascita del nostro signore Gesù Cristo, Mosè liberato dalla tirannia del faraone, e una sessantina di sue composizioni sacre.

## Opere

### Oratori
- S. Cecilia (Roma, oratorio di S. Maria in Vallicella, 1728)
- La forza della divina grazia nel glorioso martirio de' santi Apollonio, Filèmone, & Arriano (Malatesta Strinati, Roma, 1731)
- La morte di S. Filippo Neri (Giovanni Gambogi; Roma, oratorio di S. Maria in Vallicella, 1734)
- Il sacrifizio d'Abramo (Nicolò Coluzzi; Roma, oratorio di S. Maria in Vallicella, 1738)
- Gesù nato (Gregorio Giacomo Terribilini; Bologna, oratorio di S. Maria di Galliera, 1742)
- Giuseppe riconosciuto (Pietro Metastasio; Roma, oratorio di S. Maria in Vallicella, 1743)

### Cantate
- Cantata da recitarsi nel Palazzo Apostolico la notte del SS. Natale l'anno 1729 (Roma, Palazzo Apostolico, 1729)
- Le tre dee tornate in gara. Componimento da cantarsi nel giorno del glorioso nome della sacra cesarea cattolica real maesta della imperadrice Elisabetta Cristina ((Roma, 1730)
- Il monte Parnasso. Componimento per musica da cantarsi nel giorno del glorioso nome della sacra cesarea cattolica real maestà della imperadrice regnante Elisabetta Cristina (Roma, 1734)
- Componimento sagro per musica da cantarsi la notte del SS.mo Natale dell'anno 1736 (Roma, Palazzo Apostolico, 1736)
- Per la solenne esposizione del SS. Sacramento in una machina rappresentante il serpente di bronzo esaltato da Mosè nel deserto (Foligno, oratorio del Buon Gesù, 1744)

### Intermezzi
- L' impresario delle Canarie (Pietro Metastasio; Roma, Teatro Capranica, 1748)
- Il vecchio Alfeo medico di campagna (Roma, Teatro Capranica, 1748)